# Capsanthine
La capsanthine est un colorant alimentaire d'origine naturelle prélevé sur certaines plantes telles que le poivron par exemple. C'est un colorant rouge (E160c). C'est un des constituants avec la capsorubine de l'oléorésine de paprika.